# La Rinconada (metro de Caracas)
La Rinconada es la estación terminal de la línea 3 del Metro de Caracas, estando la misma ubicada en las adyacencias del Hipódromo "La Rinconada", del Poliedro de Caracas y del Museo Alejandro Otero. Esta estación tiene operaciones integradas con la Estación Libertador Simón Bolívar (Caracas) del Sistema Ferroviario Central (tramo Caracas - Tuy Medio) o Tren de los Valles del Tuy, el cual conecta la ciudad de Caracas con la ciudad de Cúa, en el estado Miranda.

## Características
La estación cuenta con un sistema de ventilación ambiental, el cual toma aire del ambiente y lo filtra para luego mantener la estación con una temperatura adecuada, evitando así usar aires acondicionados de alto consumo eléctrico. La estación posee también una buena iluminación y sistema de sonido. Posee amplios tragaluces, por lo que, la estación también posee luz natural. En toda la estación existe un sistema especial para discapacitados, lo que permite guiarlos a los diferentes puntos de esta. Posee un alto sistema de seguridad y vigilancia. La estación junto con el Sistema Ferroviario Central (Estación Libertador Simón Bolívar), posee numerosos detalles arquitectónicos que embellecen ambas estaciones, además de ser considerada de las estaciones más modernas y de gran obra de ingeniería en Venezuela.

## Estructura de la estación
Espacio: 11.817,4 m².
Tipo: Subterránea.
Niveles: Tres (3):
- Mezzanina Superior: Nivel de acceso a la Mezzanina y los accesos de la estación.
- Mezzanina: Posee el área de embarque de la estación, con un juego de torniquetes y cuatro accesos laterales a los andenes, los cuatro poseen tanto escaleras fijas, como escleras eléctricas. En este nivel se encuentran las escaleras con acceso a las salidas de la estación, además se encuentra la caseta del operador y la boletería, la cual consta de un área especial y tres máquinas expendedoras automáticas. Posee dos ascensores para discapacitados y personas de la tercera edad. También posee el acceso a zonas restringidas, como a las oficinas internas de la estación, además de contener distintos locales comerciales.
- Andén: El andén es lateral. Su funcionamiento consta del arribo de trenes provenientes de toda la línea 3 y las operaciones de la misma, además de funcionar para el descanso de los trenes. Posee características especiales para los discapacitados, como canaletas en el suelo para personas con discapacidad visual, las cuales guían a éstas a distintos puntos del andén, como a los ascensores o áreas del andén especial para discapacitados. Posee numerosas señalizaciones, las cuales indican la dirección de los trenes.

Cuenta también con una conexión directa, a nivel de vía férrea, con el ferrocarril de Los Valles del Tuy, y el mismo ha sido utilizado en repetidas ocasiones para el traslado del material rodante antiguo, desde Propatria y Las Adjuntas, al patio de la estación Charallave Norte.

## Salidas
Accesos: Dos (2):
- Poliedro de Caracas y cercanías: Da hacia las cercanías del Poliedro de Caracas, el Hipódromo de La Rinconada, el área de transporte cercano y también es acceso a los patios superiores de las adyacencias de la estación, en donde se puede acceder a la integración con el sistema de Ferrocarril "Ezequiel Zamora". Posee una escalera fija y dos mecánicas.
- Sistema de Ferrocarril "Ezequiel Zamora": Se integra inmediatamente con el sistema mencionado, mediante un gran patio que posee locales comerciales, y escaleras que permiten la salida a los patios superiores, adyacentes a la estación. Cercano también al Hipódromo de La Rinconada y al Poliedro de Caracas, respectivamente. Posee 3 escaleras fijas que dan salida cercana al sistema de transporte superficial de la zona.

Los accesos a la estación se encuentran integrados a diferentes zonas, pero todos unidos por un mismo lugar. En los patios superiores, normalmente, hay esculturas de arte, así como plantas y decorado para embellecer la estación.

## Futuras conexiones
Se tiene previsto también que, en un futuro, se ejecute una línea entre La Rinconada y San José, en donde los usuarios podrán decidir por cual andén viajar: si usan el andén 1, con dirección a Plaza Venezuela, o el andén 2, con dirección a San José, dejando a El Valle como estación de transferencia, tipo Mamera.
Del mismo modo, el túnel minero de La Rinconada se plantea utilizar, en un futuro, para una conexión con la estación Zoológico de la línea 2.

### Futuras conexiones con otros sistemas
- Metro de Los Teques: ''La Rinconada (Caracas) - San Antonio (Altos Mirandinos)''
- Sistema de MetroCable: "La Rinconada - Los Mangos"
- Ferrocarril: "La Rinconada (Caracas) - Maiquetia (La Guaira)"